# Çeltik
Çeltik ist eine Stadtgemeinde (Belediye) im gleichnamigen Ilçe (Landkreis) der Provinz Konya in der türkischen Region Zentralanatolien und gleichzeitig ein Stadtbezirk der 1986 gebildeten Büyükşehir belediyesi Konya (Großstadtgemeinde/Metropolprovinz). Seit der Gebietsreform 2013 ist die Gemeinde flächen- und einwohnermäßig identisch mit dem Landkreis. Die im Stadtlogo vorhandene Jahreszahl (1967) dürfte auf das Jahr der Ernennung zur Stadtgemeinde (Belediye) hinweisen.
Der Landkreis/Stadtbezirk liegt im äußersten Nordwesten der Provinz. Er grenzt im Süden an Yunak, im Westen an die Provinz Afyonkarahisar, im Norden an die Provinz Eskişehir und im Nordwesten an die Provinz Ankara. Eine Landstraße verbindet den Hauptort mit Yunak im Süden sowie mit Günyüzü und der Europastraße 90 im Norden. Der Landkreis wird vom Fluss Gökpınar Deresi durchquert, der weiter nördlich in den Sakarya mündet.
Wie sieben weitere Kreise der Provinz, so entstand der Landkreis 1990 durch Abspaltung aus dem Kreis Yunak. Bis dahin war Çeltik ein Bucak mit acht Dörfern und zwei Belediye (Gökpınar und Yukarı Piribeyli). Die Volkszählung 1990 erbrachte für den neuen Kreis 17.201 Einwohner, wovon 4.266 Einwohner auf die Belediye Çeltik entfielen.
(Bis) Ende 2012 bestand der Landkreis neben der Kreisstadt aus den beiden oben erwähnten Stadtgemeinden (Belediye) sowie fünf Dörfern (Köy), die während der Verwaltungsreform ab 2013 in Mahalle (Stadtviertel/Ortsteile) überführt wurden. Die vier existierenden Mahalle der Kreisstadt blieben erhalten, während die sechs Mahalle der beiden anderen Belediye vereint und zu je einem Mahalle reduziert wurden. Den Mahalle steht ein Muhtar als oberster Beamter vor.
Ende 2020 lebten durchschnittlich 699 Menschen in jedem Mahalle, 1.407 Einw. im bevölkerungsreichsten (Selçuk Mah.).